# Fortissimo/La sai troppo lunga
Fortissimo/La sai troppo lunga è un 45 giri di Rita Pavone, pubblicato dalla casa discografica RCA Italiana.

## Descrizione
Il singolo esce nel 1966, entrando alla 12ª posizione della classifica italiana.

## Tracce
LATO A
1. Fortissimo (testo: Lina Wertmüller – musica: Bruno Canfora; edizioni musicali RCA, Curci)

LATO B
1. La sai troppo lunga (testo: Carlo Claroni – musica: Enrico Ciacci; edizioni musicali RCA)

## Musicisti
- Voci: Rita Pavone
- Cori: I Cantori Moderni di Alessandroni (lato A), I 4 + 4 di Nora Orlandi (lato B)
- Orchestra diretta da: Luis Bacalov

## Classifiche
| Classifica (1966) | Posizione massima |
| ----------------- | ----------------- |
| Italia            | 12                |